# Ernst Alfred Mühler
Ernst Alfred Mühler (* 10. November 1898 in Dresden; † 12. Januar 1968 ebenda) war ein deutscher Maler, Innenarchitekt und Hochschullehrer.

## Leben und Werk
Mühler wuchs in einem Elternhaus auf, das besonders der Musik zugetan war. Er besuchte Abendkurse an der Dresdner Kunstgewerbeschule und studierte dann von 1916 bis 1923 an der Dresdner Kunstakademie bei Richard Müller und Ferdinand Dorsch und zuletzt als Meisterschüler von Ludwig von Hofmann. Das Studium war zeitweilig durch Kriegsdienst unterbrochen, wobei er in dieser Zeit auch als Bühnenbildner in Valenciennes arbeitete. Neben seinem Studium besuchte er an der Dresdener Akademie der Künste Vorlesungen zur Architektur, u. a. bei Heinrich Tessenow.
Ab 1923 arbeitet Mühler freischaffend als Maler. Daneben entstand bereits früh ein umfangreiches innenarchitektonisches Werk. 1924 bis 1934 war er Bühnenbildner an der Sächsischen Landesbühne in Dresden. In den zwanziger Jahren gestaltete er mehrere Ausstellungen im Dresdener Hygiene-Museum. Mühler war befreundet mit dem Dresdner Maler Will Jahr. Als Maler war Mühler u. a. 1926 auf der Internationale Kunstausstellung in Dresden und 1930 auf der Deutschen Kunstausstellung im Münchner Glaspalast vertreten. Er galt unter den Dresdner Künstlern als großes Talent. Mit der Machtübernahme der Nazis kam es zu einer Zäsur in seinem Schaffen. Als es ihm nicht gelang, die Künstlervereinigung Dresden vor der Gleichschaltung zu bewahren, zog er 1934 nach Berlin, wo er innenarchitektonische Arbeiten machte.
In der Zeit des Nationalsozialismus war er aber als Mitglied der Reichskammer der bildenden Künste auf mindestens neun Ausstellungen vertreten, darunter 1942 der Großen Berliner Kunstausstellung in der Nationalgalerie. Als anerkannter Ausstellungsfachmann erhielt er auch Aufträge für wichtige Nazi-Propagandaprojekte, so 1934 für die Ausstellung „Wunder der Lebens und Deutsches Volk, deutsche Arbeit“ in den Berliner Ausstellungshallen am Messedamm und 1937 im Auftrag des Außenamts für die Innenraumgestaltung des Raums „Deutsche Museen“ auf der Weltausstellung in Paris. In dieser Zeit entstanden nur wenige neue Gemälde. Bei einem Bombenangriff verlor Mühler 1943 einen großen Teil seiner Arbeiten. 1944 kehrte er nach Dresden zurück. Dort beteiligte er sich nach Kriegsende am künstlerischen Wiederaufbau. Er war 1946, 1949, 1953 und 1958/1959 auf den Deutschen Kunstausstellungen in Dresden vertreten.

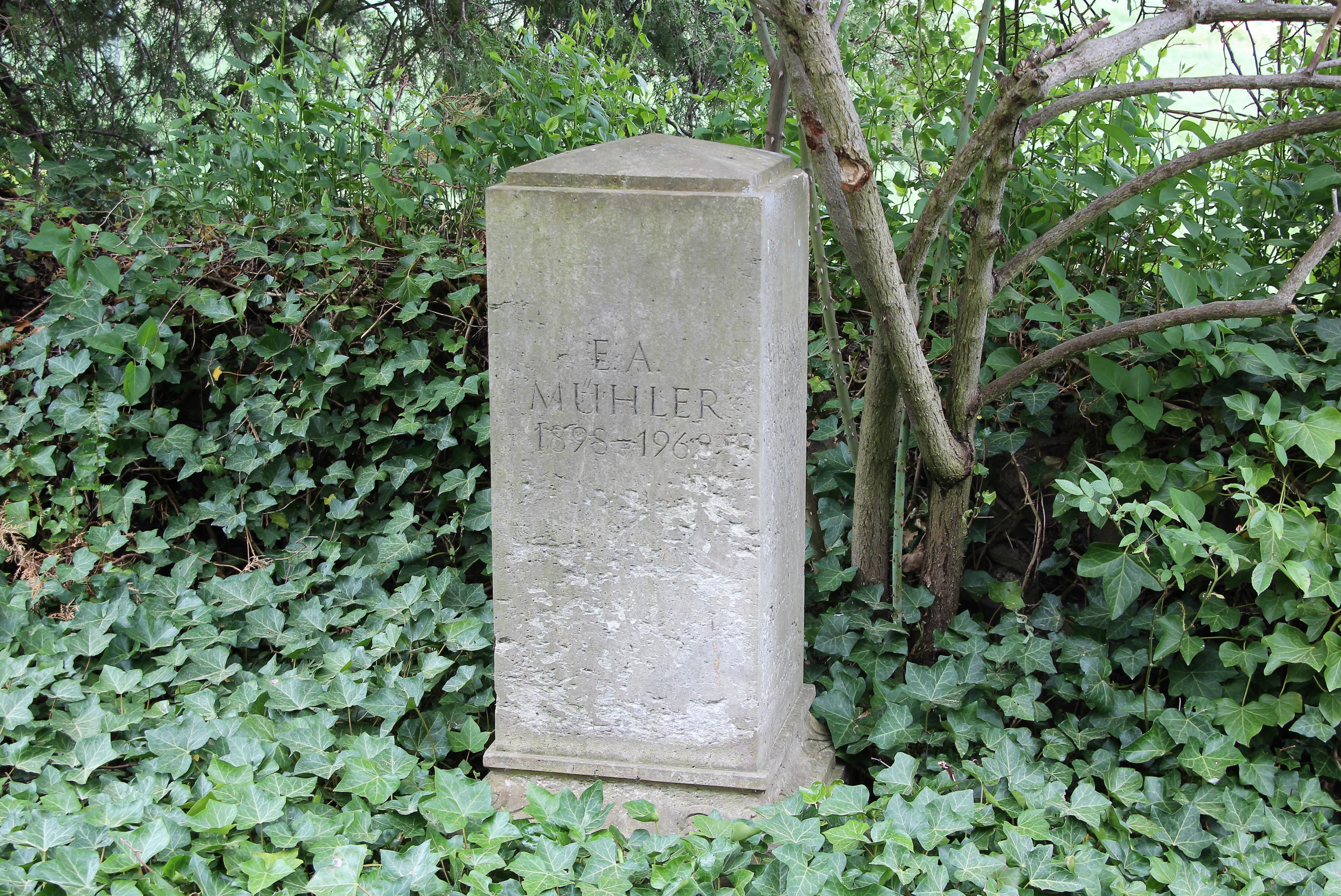
Grabstein von Ernst Alfred Mühler auf dem Kirchhof in Hosterwitz (2022).

Von 1953 bis 1964 war Mühler Inhaber des Lehrstuhls für Raumgestaltung und Formgebung an der Technischen Universität Dresden. Er war u. a. 1953 für die Raumausstattung der Dritten Deutschen Kunstausstellung in Dresden verantwortlich.
Bis zur Emeritierung betrieb er die Kunst nur nebenbei, ehe er sich ihr dann wieder ganz widmete. „Im Gegensatz zu dem früheren Schaffen tritt in dieser eher späteren Phase die Figur gegenüber der Landschaft und der Umgebung zurück. Eine spezielle Vorliebe Mühlers liegt dabei auf Hafen- und Seestücken, wobei er diese oftmals in eine nächtliche Szenerie versetzte.“
Mühler gilt als ein Vertreter des Dresdner Kolorismus, der wesentlich am Bild Dresdens in der Kunst mitgewirkt hat. Viele seiner Motive gewann er bei Aufenthalten an der Ostsee, im Elbsandsteingebirge, in Italien, am Schwarzen Meer, in Jugoslawien und im Tessin. Das 1971 von Marianne Mühler erstellte Werkverzeichnis nennt 321 Arbeiten Mühlers und datiert sein erstes Werk auf 1919 und sein letztes auf 1967.
Werke Mühlers befinden sich u. a. in der Dresdener Galerie Neue Meister, im Kupferstichkabinett in Dresden, in der Städtischen Galerie Dresden, in den Städtischen Kunstsammlungen Freital, in den Stadtmuseen von Bautzen, Gera, Görlitz, Zwickau, im Stralsund Museum sowie in der Ungarischen Nationalgalerie in Budapest.
Er lebte und arbeitete bis zuletzt in Dresden in der Sonnenleite 7 auf dem Weißen Hirsch. Seine Grabstätte befindet sich auf dem Friedhof an der Kirche Maria am Wasser in Dresden-Hosterwitz.

## Mitgliedschaften
- 1924 bis 1934 (Auflösung) Mitglied der Künstlervereinigung Dresden
- 1926 bis 1936 (Auflösung) Mitglied des Deutschen Künstlerbundes, ab 1926 Mitglied deren Ausstellungsjury
- Mitglied im Verband Bildender Künstler der DDR

## Buchillustration
- Herbert Roth: …topp und chlacks, die beiden Pärchen. Deutscher Verlag für Volkswohlfahrt. 1930

## Einzelausstellungen (Auswahl)
- 1957: Bautzen, Stadtmuseum (Reiseskizzen, Aquarelle und Plastik; mit Reinhold Langner, Georg Nerlich, und Heinz Röcke)
- 1968/1969: Dresden, Kunstausstellung Kühl (Arbeiten aus den Jahren 1920 – 1968)
- 1971/1972: Dresden, Albertinum
- 1973: Zwickau, Städtisches Museum
- 1997: Dresden, Galerie Kunst der Zeit